# Petra Schürmann

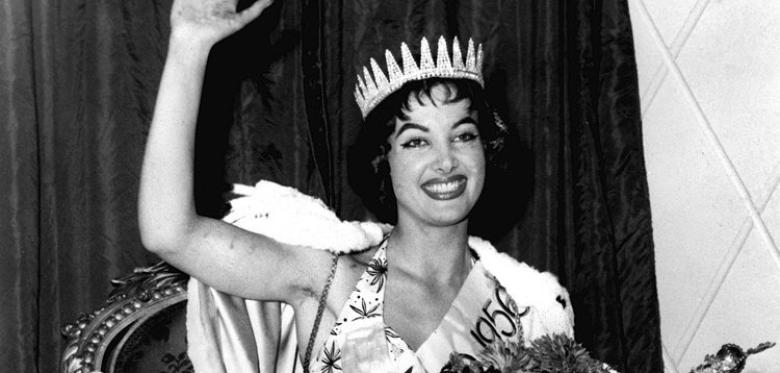
Schürmann bei der Verleihung des Titels Miss World Anno 1956

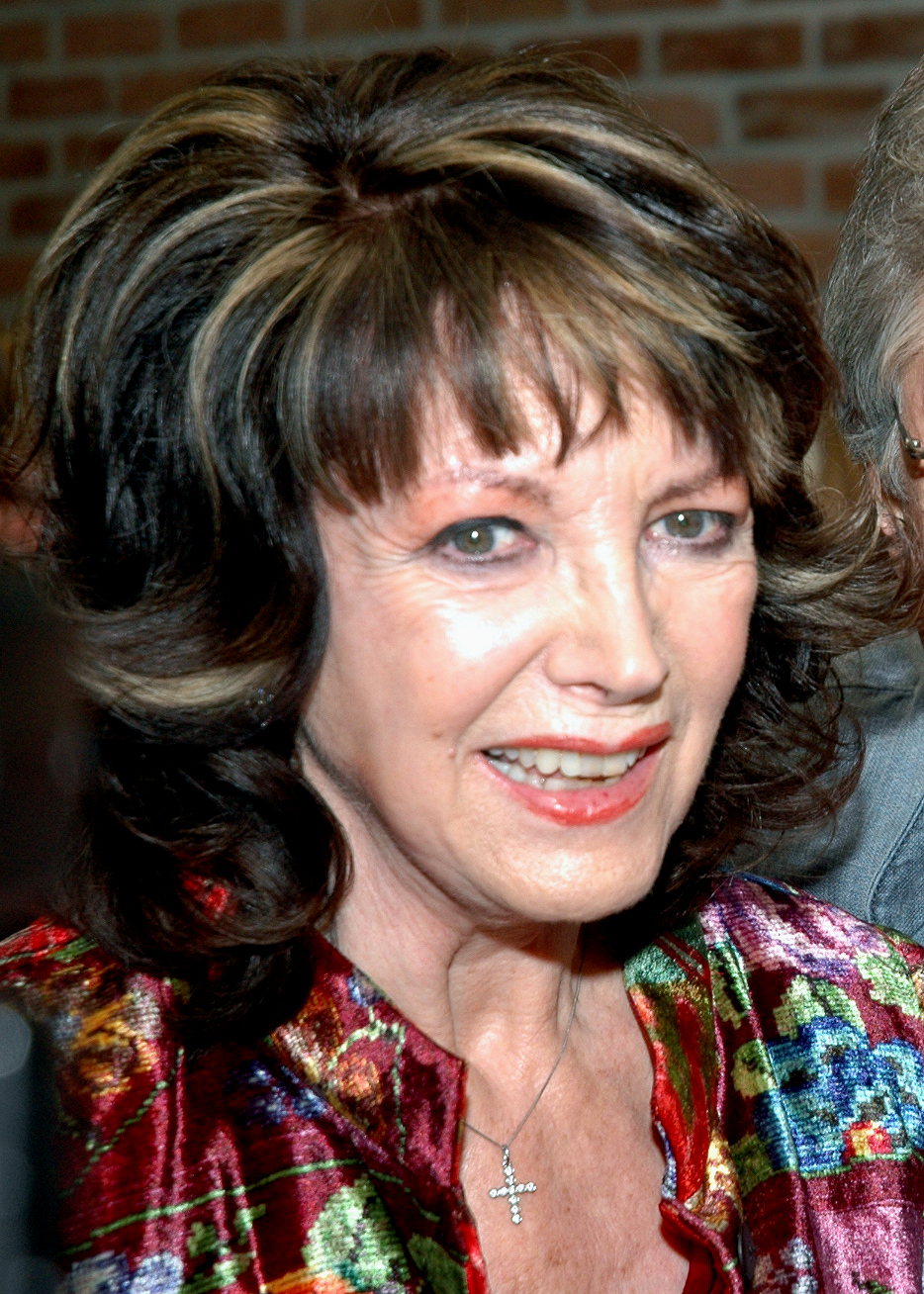
Schürmann auf einem Künstlerempfang der Stadtverwaltung München, 2004

Petra Schürmann-Freund (* 15. September 1933 in Mönchengladbach als Hildegard Petra Elisabeth Schürmann oder als Hildegard Petra Susanna Schürmann oder nach anderen Angaben als Petra Hildegard Elisabeth Schürmann; † 14. Januar 2010 in Starnberg) war eine deutsche Fernsehmoderatorin, Programmsprecherin, Schauspielerin und ehemalige Miss World.

## Leben
Petra Schürmann wuchs als zweites von drei Kindern (ältere Schwester, jüngerer Bruder) der Eheleute Maria und Heinz Schürmann zunächst in Wuppertal auf. Aufgrund der Kriegssituation verbrachte sie mehrere Monate getrennt von ihren Eltern in Wechmar (Thüringen). Schürmann wohnte ab 1953 in Wipperfürth. Sie studierte in Bonn, Köln und München Theologie, Germanistik, Philosophie und Kunstgeschichte mit dem Ziel des Lehramtes an Schulen. 1956 wurde sie in London als erste Deutsche zur Miss World gewählt, nachdem sie bei der Wahl der Miss Germany in Baden-Baden nur Platz 3 belegt hatte. Das unterbrochene Studium nahm sie nach kurzer Zeit wieder auf, ohne es jedoch zu beenden.
In den 1960er Jahren kam Petra Schürmann zum Bayerischen Fernsehen und begann dort eine Karriere als Ansagerin. Zwischendurch volontierte sie beim Münchner Merkur. Danach moderierte sie für ARD und ZDF mehrere Sendungen, unter anderem den Samstagsclub, Verkehrsgericht und zuletzt Wir in Bayern. Sie betätigte sich auch als Schauspielerin und Buchautorin. 1967 wurde Petra Schürmanns Tochter geboren, die spätere BR-Moderatorin Alexandra Freund. Zunächst verschwieg Petra Schürmann den Namen des Vaters. Dabei handelte es sich um den Arzt Gerhard Freund (1922–2008), der damals noch mit ihrer Freundin, der Schauspielerin Marianne Koch, verheiratet war und mit dieser zwei junge Söhne hatte. Nach der Scheidung von Marianne Koch heirateten Freund und Schürmann 1973 und Petra Schürmann nahm den Namen Schürmann-Freund an.

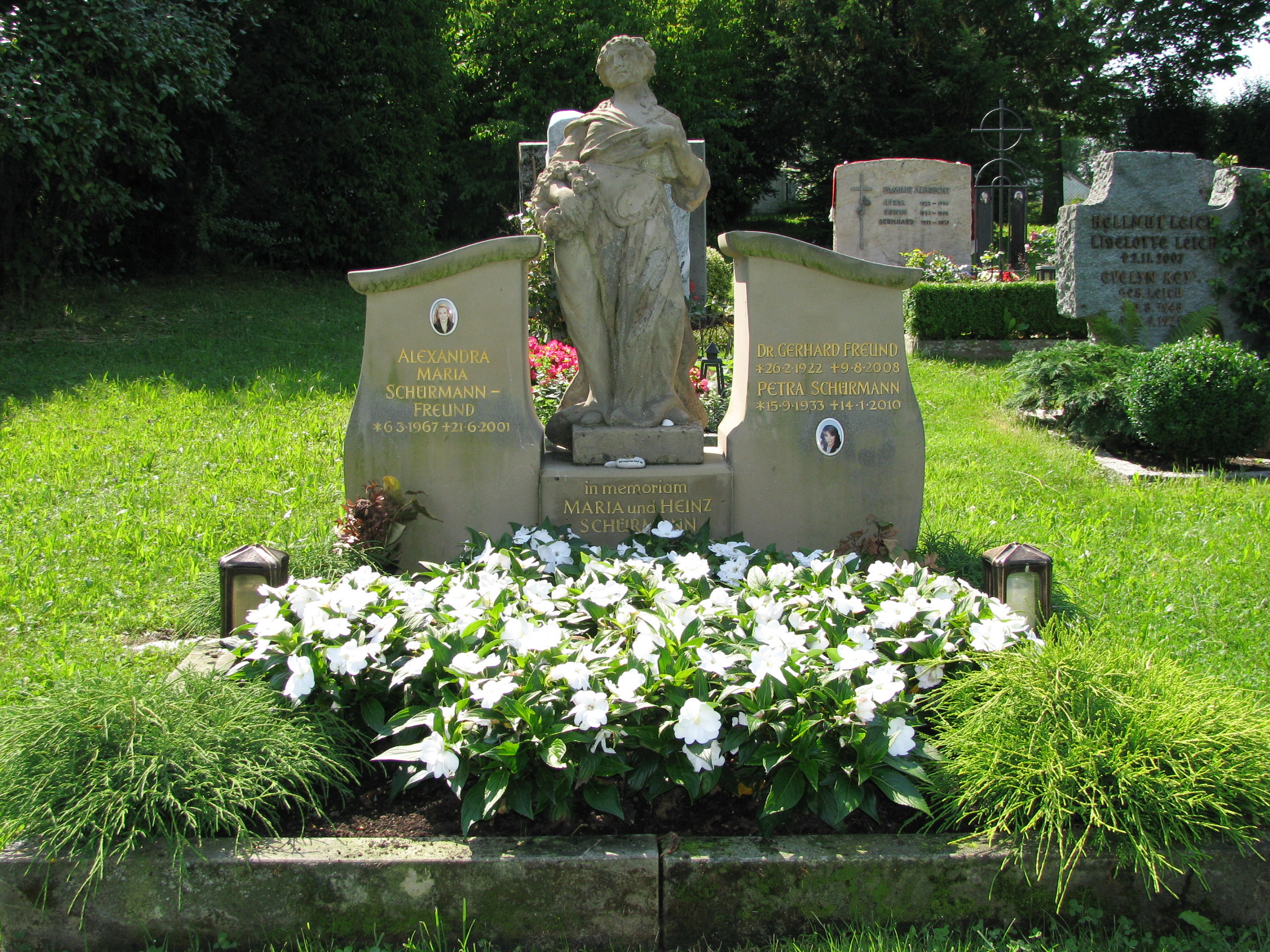
Grab von Petra Schürmann und Alexandra Freund (2014)

Durch den Tod ihrer 34-jährigen Tochter bei einem Verkehrsunfall durch einen suizidalen Falschfahrer im Jahr 2001 erkrankte Petra Schürmann an psychoreaktiven Sprachstörungen und zog sich weitgehend aus der Öffentlichkeit zurück. Die Regisseurin Heidi Kranz drehte über Petra Schürmann einen Film (Petra Schürmann – Ein Leben, 2005), der ihre Sprachlosigkeit, aber auch ihre Lebensfreude zeigt und einen Einblick in ihr Leben und die Trauer um die Tochter gibt.
Ihren Plan, als Moderatorin einer Talkshow auf den Bildschirm zurückzukehren, konnte sie nicht verwirklichen. Sie versuchte mit dem Schreiben des Buches Und eine Nacht vergeht wie ein Jahr den Tod ihrer Tochter zu verarbeiten. Seit 2006 lebte sie zusammen mit ihrem Mann zurückgezogen am Starnberger See. 2008 erlag Gerhard Freund im Alter von 86 Jahren den Folgen eines Krebsleidens. Petra Schürmann starb 2010 nach längerem Leiden und fand ihre letzte Ruhestätte auf dem Friedhof von Aufkirchen am Starnberger See an der Seite ihres Ehemanns und ihrer Tochter.

## Filmografie
- 1960: Mit Himbeergeist geht alles besser
- 1966: Rette sich, wer kann oder Dummheit siegt überall (Fernsehfilm)
- 1966: Sie schreiben mit (Fernsehserie, Folge Der dumme August)
- 1967: Heißes Pflaster Köln
- 1968: Wirb oder stirb (Fernsehfilm)
- 1969: Sieben Tage Frist
- 1969: Doppelsonne (Uxmal)
- 1971: Gestrickte Spuren (TV)
- 1971: Die Tote aus der Themse
- 1971: Olympia – Olympia (TV)
- 1971: Überall ist Wunderland – Erinnerungen an Joachim Ringelnatz (Fernsehfilm – Erzählerin)
- 1972: Das Rätsel des silbernen Halbmonds (Sette orchidee macchiate di rosso)
- 1973: 18 fertig los (TV, 8 Folgen)[15][16]
- 1974: Okay S.I.R. – Ein glatter Fall (Fernsehserie)
- 1975: Eine ganz gewöhnliche Geschichte (Fernsehserie)
- 1976: Romeo und Julia (TV)
- 1977: Halbzeit (TV)
- 1978: Dalli Dalli (Spielshow, einmalig)
- 1978: Unsere kleine Welt (Fernsehfilm)
- 1980: Der Millionenbauer (Fernsehserie, Folge 1x07)
- 1983: Am Ufer der Dämmerung
- 1983–2001: Verkehrsgericht (Fernsehserie – Moderatorin, 67 Folgen)
- 1997: Zum Stanglwirt (Fernsehserie, eine Folge)

## Schriften
- Das Abenteuer, erwachsen zu werden. Knaurs Mädchenbuch. Droemer Knaur, München 1976, ISBN 3-426-02248-6
- Das große Buch der Kosmetik und Körperpflege. Naturalis, München 1981, ISBN 3-88703-607-7
- Und eine Nacht vergeht wie ein Jahr. Droemer Knaur, München 2002, ISBN 3-426-27275-X.
Knaur Taschenbuch 62467, München 2003, ISBN 3-426-62467-2 (Autobiografie unter dem Eindruck des Unfalltods ihrer Tochter)
- Wieder Freude am Leben. Petra Schürmann und Gerhard Freund berichten, wie sie mit der Nahrungssubstanz NADH die schlimmste Krise ihres Lebens meisterten. Zusammen mit Gerhard Freund. Herausgeberin: Gesundheitsprodukte Kornelia Sinning, ISBN 978-3-8423-2989-8, erschienen bei Books on Demand